# نيها ناركيد
نيها ناركيد  هي رائدة أعمال تقنية أمريكية هندية ومؤسس مشارك ورئيس قسم التكنولوجيا السابق لشركة Confluent ، وهي شركة تكنولوجيا بيانات متدفقة. شاركت في إنشاء منصة البرمجيات مفتوحة المصدر أباتشي كافكا. وتشغل ناركيد الآن منصب عضو مجلس إدارة شركة Confluent. ، ادرجتها مجلة فوربس في عام 2020 كواحدة من أبرز 50 أمراه عصامية في أمريكا بثورة تقدر ب 490 مليون دولار 

## النشأة
نشأت ناركيد في مدينة بونه، بولاية ماهاراشترا الهندية وذهبت إلى معهد بونه لتكنولوجيا الكمبيوتر ، حيث حصلت على بكالوريوس العلوم في الهندسة. في عام 2007 ، ثم حصلت على درجة الماجستير في التكنولوجيا من معهد جورجيا التقني.
,بعد حصولها على درجة الماجستير ، بدأت ناركيد وظيفتها الأولى في شركة أوراكل كمهندسة برمجيات رئيسية. ثم عملت بعد ذلك كقائدة للبنية التحتية للتدفقات في شركة لينكد إن
وأثناء عملها في لينكد إنفي 2011 ، أنشأت ناركيد منصة أباتشي كافكا ، مع أثنين مع زملائها وقد توصلوا إلى فكرة كافكا أثناء وجودهم في مشروع في الشركة وطوروا كافكا كمنصة مفتوحة المصدر. وفي عام 2014 أسست شركة كونفلوينت ، وهي شركة ناشئة مقرها بالو ألتو
في عام 2017 ، شاركت في تأليف كافكا: الدليل النهائي مع جوين شابيرا وتود بالينو الذي يدور حول التكنولوجيا التي خلقت كافكا.
كانت ناركيد المدير الفني للتكنولوجيا في شركة كونفلوينت وتولت فيما بعد منصب كبير مسؤولي المنتجات حتى عام 2020. تعمل الآن كعضو مجلس إدارة.
جمعت هي وفريقها في كونفلوينت 125 مليون دولار في عام 2019 ، ليصل إجمالي تمويلها إلى 206 مليون دولار في عام 2019. وفي أبريل 2020 ، جمعت الشركة 250 مليون دولار ليصل إجمالي تمويلها إلى 456 مليون دولار.
تقدمت كونفلوينت كشركة للاكتتاب العام الأولي في 1 يونيو 2021 وقدرت قيمتها ب 4.5 مليار دولار. تستخدم شركات مثل غولدمان ساكس و نيتفليكس و أوبر نظام كافكا لأغراض تعتمد على البيانات